# Allodia alternans
Allodia alternans es una especie de mosquito del género Allodia, de la familia Mycetophilidae, orden Diptera. Fue descrita por Zetterstedt en 1838.
Mide 3 mm de longitud. Se distribuye por Europa: Finlandia, Noruega, Reino Unido, Estonia, Suecia, Eslovaquia y Rusia. También en Asia: Mongolia.